# Ятранка
Ятранка (бел. Ятранка) — река в Новогрудском и Дятловском районах Белоруссии, правый приток реки Молчадь (бассейн Немана). Длина реки — 31 км, площадь её водосбора — 208 км².
Исток реки находится у деревни Ярошичи (Новогрудский район). Река течёт на запад, в среднем течении перетекает в Дятловский район. Течёт преимущественно по юго-западным склонам Новогрудской возвышенности. У деревень Староельня и Крутиловичи на реке небольшие запруды. Крупнейший приток — Мутница (правый).
Река впадает в Молчадь в черте городского посёлка Новоельня. Помимо него река протекает деревни и сёла Ятра, Заполье, Староельня, Еленка, Костюки, Крутиловичи, Рабки, Ворокомщина.